# Asociación Estadounidense de Antropología
La Asociación Estadounidense de Antropología (también, Asociación Americana de Antropología, AAA; en inglés, American Anthropological Association) es una organización de académicos y profesionales en el campo de la antropología. Con 10 000 miembros, la asociación, con sede en Arlington, Virginia en los Estados Unidos, incluye arqueólogos, antropólogos culturales, antropólogos físicos, antropólogos lingüísticos, lingüistas, antropólogos médicos y antropólogos aplicados en universidades y colegios, instituciones de investigación, agencias gubernamentales, museos, corporaciones y organizaciones sin fines de lucro en todo el mundo. La AAA edita más de 20 revistas académicas revisadas por pares, disponibles en forma impresa y en línea a través de AnthroSource. La AAA se fundó en 1902.

## Publicaciones
Algunas de las revistas académicas publicadas son:
- American Anthropologist
- American Ethnologist
- Anthropology of Consciousness
- Annals of Anthropological Practice
- Anthropology & Education Quarterly
- Anthropology and Humanism
- Anthropology News
- Archeological Papers of the American Anthropological Association (AP3A)
- Bulletin of the National Association of Student Anthropologists
- Anthropology of Work Review
- Central Issues in Anthropology
- Cultural Anthropology
- Culture, Agriculture, Food and Environment
- Economic Anthropology
- El Mensajero
- Ethos
- Feminist Anthropology
- General Anthropology
- Journal of Linguistic Anthropology
- Journal for the Anthropology of North America
- Medical Anthropology Quarterly
- Museum Anthropology
- Nutritional Anthropology
- Transforming Anthropology
- Visual Anthropology Review
- Voices

## Presidentes
Los presidentes de la AAA han sido parte de las cuatro subdisciplinas de la antropología estadounidense: hasta el 2003, los presidentes han sido 46 antropólogos culturales, 19 arqueólogos, seis antropólogos físicos y seis lingüistas:
- William John McGee (1902–1904)
- Frederic Ward Putnam (1905–1906)
- Franz Boas (1907–1908)
- William Henry Holmes (1909–1910)
- J. Walter Fewkes (1911–1912)
- Roland Dixon (1913–1914)
- Frederick Webb Hodge (1915–1916)
- Alfred L. Kroeber (1917–1918)
- Clark Wissler (1919–1920)
- W. C. Farabee (1921–1922)
- Walter Hough (1923–1924)
- Ales Hrdlicka (1925–1926)
- Marshall Howard Saville (1927–1928)
- Alfred M. Tozzer (1929–1930)
- George Grant MacCurdy (1931)
- John R. Swanton (1932)
- Fay-Cooper Cole (1933–1934)
- Robert Lowie (1935)
- Herbert Spinden (1936)
- Nels Nelson (1937)
- Edward Sapir (1938)
- Diamond Jenness (1939)
- John M. Cooper (1940)
- Elsie Clews Parsons (1941)
- Alfred V. Kidder (1942)
- Leslie Spier (1943)
- Robert Redfield (1944)
- Neil Judd (1945)
- Ralph Linton (1946)
- Ruth Benedict (Ene-May 1947)
- Clyde Kluckhohn (May-Dic 1947)
- Harry L. Shapiro (1948)
- A. Irving Hallowell (1949)
- Ralph Beals (1950)
- William W. Howells (1951)
- Wendell Bennett (1952)
- Fred R. Eggan (1953)
- John Otis Brew (1954)
- George P. Murdock (1955)
- Emil W. Haury (1956)
- E. Adamson Hoebel (1957)
- Harry Hoijer (1958)
- Sol Tax (1959)
- Margaret Mead (1960)
- Gordon Willey (1961)
- Sherwood Washburn (1962)
- Morris Opler (1963)
- Leslie White (1964)
- Alexander Spoehr (1965)
- John Gillin (1966)
- Frederica de Laguna (1967)
- Irving Rouse (1968)
- Cora DuBois (1969)
- George M. Foster, Jr. (1970)
- Charles Wagley (1971)
- Anthony F. C. Wallace (1972)
- Joseph B. Casagrande (1973)
- Edward H. Spicer (1974)
- Ernestine Friedl (1975)
- Walter Goldschmidt (1976)
- Richard Newbold Adams (1977)
- Francis L. K. Hsu (1978)
- Paul J. Bohannan (1979)
- Conrad M. Arensberg (1980)
- William Sturtevant (1981)
- M. Margaret Clark (1982)
- Dell Hathaway Hymes (1983)
- Nancy O. Lurie (1984–1985)
- June Helm (1986–1987)
- Roy Rappaport (1988–1989)
- Jane Buikstra (1989–1991)
- Annette Weiner (1991–1993)
- James Peacock (1993–1995)
- Yolanda T. Moses (1995–1997)
- Jane H. Hill (1997–1999)
- Louise Lamphere (1999–2001)
- Don Brenneis (2001–2003)
- Elizabeth M. Brumfiel (2003–2005)
- Alan H. Goodman (2005–2007)
- Setha Low (2007–2009)
- Virginia R. Domínguez (2009–2011)
- Leith Mullings (2011–2013)
- Monica Heller (2013–2015)
- Alisse Waterston (2015–2017)
- Alex Barker (2017–2019)
- Akhil Gupta (2019-2021)
- Ramona Pérez (2021-2023)